# شهرستان نوقات
شهرستان نوقات (به قرقیزی: Ноокат району، نووقات وودانى) یک شهرستان در قرقیزستان است که در استان اوش واقع شده‌است.

## خصوصیات
شهرستان نوقات ۲۳۶٬۴۵۵ نفر جمعیت دارد.